# Écluse de Renneville
L'écluse de Renneville est une écluse à chambre unique du canal du Midi située sur la commune de Renneville en Haute-Garonne. Construite vers 1670, elle se trouve à 43 km de Toulouse (Ponts-Jumeaux). 

## Description
L'écluse de Renneville, ascendante dans le sens ouest-est, se trouve à une altitude de 176 m. Les écluses adjacentes sont l'écluse d'Encassan à l'est et l'écluse de Gardouch à l'ouest.